# Juice Leskinen
Juice Leskinen, občanským jménem Pauli Matti Juhani Leskinen (19. února 1950 v Juankoski — 24. listopadu 2006 v Tampere), byl oblíbený finský hudebník, skladatel, básník, spisovatel a reportér konce 20. století. Vydal 28 dlouhohrajících desek, z nichž 16 se stalo zlatými a dvě platinovými. Mezi jeho nejznámější hity patří kromě jiných písně Marilyn, Syksyn sävel (Podzimní melodie), Viidestoista yö (Patnáctá noc) a moderní vánoční píseň Sika (Prase). Jeho rané nahrávky se považují za základ hudebního směru Manserock vznikajícího v 70. letech. Kromě hudby se Leskinen věnoval poezii a dramatu. Vydal devět sbírek veršů a sedm divadelních her.
Juice Leskinen se narodil a prožil dětství v Juankoski v Severním Savo. V roce 1970 se přestěhoval do Tampere, kde začal studovat překladatelství z angličtiny. Studia po neshodě s vedoucím katedry nedokončil. Během studií založil společně s Mikkem Alatalem a Harrim Rinnem skupinu Coitus Int, se kterou začal koncertovat. Společně vydali v roce 1973 album Juice Leskinen & Coitus Int. Další desku Per Vers, runoilija vydali o rok pozdě taktéž ještě jako skupina, ale dále už Juice Leskinen vystupoval sólově. Během následujících asi deseti let vydal vedle dalších desek dvě velké série desek: Juice Leskinen Slam a Juice Leskinen Grand Slam. V 90. letech se zaměřil především na poezii, ale i přes své horšící se zdraví vydával každých pár let další desky. Ke svým padesátým narozeninám vydal desku L. Jeho poslední deskou byla roku 2004 Senaattori ja boheemi (Senátor a bohém), na které opět spolupracoval s Mikkem Alatalem.
V roce 2004 získal v televizní soutěži Velcí Finové 38. místo.
Juice Leskinen zemřel v tamperské univerzitní nemocnici 24. listopadu 2006 na selhání ledvin, cirhózu jater a cukrovku.

## Diskografie
- 1973 Juice Leskinen & Coitus Int.: Juice Leskinen & Coitus Int.
- 1974 Juice Leskinen & Coitus Int.: Per Vers, runoilija
- 1975 Juice Leskinen & Mikko Alatalo: Juice ja Mikko
- 1976 Juice: Keskitysleirin ruokavalio
- 1977 Juice: Lahtikaupungin rullaluistelijat
- 1978 Juice Leskinen Slam: Tauko I
- 1978 Välikausitakki: Välikausitakki
- 1979 Juice Leskinen Slam: Tauko II
- 1980 Juice Leskinen Slam: XV yö (Tauko III)
- 1980 Juice Leskinen Slam: Kuusessa ollaan
- 1981 Juice Leskinen Slam: Ajan Henki
- 1981 Juice Leskinen: Dokumentti
- 1982 Juice Leskinen Grand Slam: Sivilisaatio
- 1983 Juice Leskinen Grand Slam: Deep Sea Diver
- 1983 Juice Leskinen Grand Slam: Boogieteorian alkeet peruskoulun ala-astetta varten - lyhyt oppimäärä
- 1984 Juice Leskinen Grand Slam: Kuopio - Iisalmi - Nivala (Live)
- 1985 Juice Leskinen Grand Slam: Pyromaani palaa rikospaikalle
- 1986 Juice Leskinen Grand Slam: Yölento
- 1987 Juice Leskinen: Minä
- 1990 Juice Leskinen: Sinä
- 1991 Juice Leskinen Grand Slam: Taivaan kappaleita
- 1992 Juice Leskinen Etc: Simsalabim Jim
- 1993 Juice Leskinen: Haitaribussi
- 1996 Juice Leskinen: Kiveä ja sämpylää
- 2000 Juice Leskinen: L
- 2002 Juice Leskinen: Vaiti, aivan hiljaa
- 2004 Juice Leskinen & Mikko Alatalo: Senaattori ja boheemi

## Literární práce

### Básnické sbírky
- 1975 Sonetteja laumalle
- 1981 Sanoja
- 1989 Iltaisin, kun veneet tulevat kotiin
- 1990 Pieniä sanoja sinulle, jota rakastan
- 1994 Äeti (luonnos muistelmiksi, runoja)
- 1996 Jumala on
- 1998 Maanosamme, maailmamme
- 1999 Aika jätti (Runoja)
- 2002 Ilonkorjuun aika 2002

### Dětské knihy
- 1987 Satuinen musiikkituokio (s Mattim Pellonpää, kniha a kazeta)
- 1992 Räkä ja Roiskis
- 1995 Räkä ja Roiskis Suuvedellä
- 1997 Räkä ja Roiskis naisissa

### Další práce
- 1978 Kuka murhasi rock'n' roll tähden (deník)
- 1984 Päivää (krátké příběhy)
- 1993 Vaikuttajat korvissamme (eseje)
- 2003 Siinäpä tärkeimmät: edellinen osa E. Ch. (paměti)

## Divadelní hry
- 1980 Valto
- 1983 Isänmaan toivo
- 1984 Ravintola Wunderbar
- 1985 Kolme hanhea matkalla pohjoiseen (s Liisou Laukkarinenovou)
- 1988 Harald Hirmuinen
- 1990 Mikä ny
- 1996 Soma rillumarei

## Překlady do češtiny
- Den holčičky Vieno (úryvek z díla Päivää – Iltaisin, kun veneet tulevat kotiin). Světová literatura 1992, 4, s. 101–105. Přel. Markéta Hejkalová.